# Station Kisielice
Station Kisielice was een spoorwegstation in de Poolse plaats Kisielice.